# Gulsvansad ullapa
Gulsvansad ullapa (Oreonax flavicauda) är en art som tillhör familjen Atelidae av ordningen primater. Tidigare räknades den till släktet ullapor men nyare forskningar visade att den är närmare släkt med spindelaporna. Vanligen listas arten i ett eget släkte. Fortfarande finns zoologer som brukar den gamla taxonomin.

## Utseende
Dessa primater fick sitt namn efter en gul remsa på svansen och en gul håransamling vid könsdelarna. Andra delar av pälsen är brunaktig och nosen vitaktig. Vikten uppskattas vara ungefär likadan som hos ullapor, alltså 6 kg för honor och 8 kg för hannar. Den enda dokumenterade vikten för en individ var nästan 10 kg. Enligt uppstoppade exemplar från museer är kroppslängden 50 till 54 cm och därtill kommer en lite längre svans. Kring ögonen är ansiktet svart och dessutom är extremiteterna i närheten av händerna och fötterna svartaktiga.

## Utbredning och levnadssätt
Denna art förekommer uteslutande i ett mindre område i norra Peru. De lever i molnskogar och regnskogar som ligger 1 400 till 2 700 meter över havet. Gulsvansad ullapa lever i grupper och livnär sig huvudsakligen av frukter, men äter även blad, lav och andra växtdelar samt i mindre mått insekter. Arten är aktiv på dagen och använder alla fyra extremiteter när den rör sig bland träden. Svansen används som gripverktyg.
Ungen bäras vanligen av fadern under vandringar. Flocken har allmänt 4 till 19 medlemmar och reviret är cirka 120 hektar stort. Ibland accepteras individer av långhårig spindelapa (Ateles belzebuth) i flocken. Utbredningsområdet delas dessutom med vitpannad kapucin (Cebus albifrons) men det förekommer ingen kontakt mellan arterna.

## Hot
Fram till 1950-talet var dessa primater relativt ostörda tack vare deras levnadsområden var avlägset belägna. Sedan dess hotas arten av avskogning och byggandet av vägar. Tre skyddszoner inrättades, däribland Abiseo nationalpark, men trots detta räknas arten till de mest hotade primaterna i Nya Världen. För beståndets storlek finns inga aktuella uppskattningar. Det antas att populationer under de senaste tre generationerna minskade med 80 procent. Av IUCN listas arten som akut hotad (Critically Endangered).